# رابین جونز
رابین جونز (انگلیسی: Robyn Jones؛ زادهٔ ۱ ژانویهٔ ۱۹۸۵) بازیکن فوتبال اهل ایالات متحده آمریکا است.
از باشگاه‌هایی که در آن بازی کرده‌است می‌توان به باشگاه فوتبال فیلادلفیا ایندپندنس اشاره کرد.